# Les Maîtres de l'Univers (série télévisée d'animation, 2021)
Pour les articles homonymes, voir Les Maîtres de l'univers (homonymie).
Cet article concerne la série d'animation de 2021. Pour la série d'animation de 1983, voir Les Maîtres de l'Univers (série télévisée d'animation).
Les Maîtres de l'Univers (1983)
She-Ra, la princesse du pouvoir
Les Maîtres de l'Univers (Masters of the Universe) est une série télévisée d'animation américaine en 15 épisodes de 22-32 minutes, développée par Kevin Smith  et diffusée entre le 23 juillet 2021 et le 25 janvier 2024 partout dans le monde sur le service Netflix, incluant les pays francophones.
Issue de la franchise Les Maîtres de l'univers de la société Mattel, il s'agit d'une suite de l'adaptation animée produite par Filmation et diffusée dans les années 1980, et se déroule donc après les événements de cette dernière et de sa série dérivée, She-Ra, la princesse du pouvoir.

## Synopsis
Après une bataille épique et destructrice entre Musclor et Skeletor, les gardiens du crâne ancestral sont partis chacun dans une direction différente. Mais, quand le royaume d’Eternia est fracturé, Tila doit reformer la bande, malgré de nombreux secrets et désaccords qui les divisent. Ils vont à nouveau devoir s'unir pour sauver l’univers.

## Distribution

### Voix originales
- Chris Wood : le Prince Adam alias He-Man
- Mark Hamill : Skeletor
- Liam Cunningham : Duncan alias Man-At-Arms / Man-Of-War
- Sarah Michelle Gellar (saison 1) / Melissa Benoist (saison 2) : Teela
- Lena Headey : Evil-Lyn / Majestra
- Diedrich Bader : le Roi Randor / Trap Jaw / Buzz Off
- Alicia Silverstone (saison 1) / Gates McFadden (saison 2) : la Reine Marlena
- Stephen Root : Cringer alias Battle Cat / Snout Spout
- Griffin Newman : Orko / Tuvar
- Susan Eisenberg : la Sorcière
- Kevin Michael Richardson : Beast Man
- Kevin Conroy : Mer-Man
- Henry Rollins : Tri-Klops
- Jason Mewes : Stinkor / Baddrah
- Alan Oppenheimer : Moss Man
- Justin Long : Roboto
- Tony Todd : Scare Glow
- Phil LaMarr : He-Ro / Mendor / Kuduk
- Cree Summer : Preistess
- Tiffany Smith : Andra
- Dennis Haysbert : le roi Grayskull
- Adam Gifford : Vikor
- Jay Tavare : Wun-Dar
- Method Man : Clamp-Champ
- Ralph Garman : Fisto / Rio Blast
- Danny Trejo : Ram-Man
- Kevin Smith : Goatman / Pigboy
- Dee Bradley Baker : le He-Man sauvage / Teela bébé
- Meg Foster : Motherboard
- Keith David : Hordak
- John de Lancie : Granamyr
- Ted Biaselli : Gwildor
- William Shatner : Keldor
- Tim Sheridan : le Roi Miro
- Harley Quinn Smith : la Reine Amelia
- Brett Rash : le Prince Keldor
- Jakari Fraser : le Prince Randor
- Cam Clarke : Stonedar
- Jeffrey Combs : Zodac
- Grey DeLisle : la princesse Adora alias Despara

### Voix françaises
- Romain Altché : le Prince Adam alias Musclor (He-Man)
- Éric Peter : Skeletor
- Cyrille Monge : Duncan alias le Maître d'Armes (Man-At-Arms)
- Olivia Dutron : Tila (Teela)
- Sylvie Ferrari : Démonia (Evil-Lyn) / Majestra
- Yann Pichon : Moussor / Trap Jaw
- Frédéric Souterelle : le narrateur / Triclops
- Marc Bretonnière : le roi Randor / le Monstre
- Vincent de Boüard : Orko
- Rody Benghezala : Grayskull
- Julien Chatelet : Oceanor / Spectror
- Emmanuel Gradi : Gringer / Vikor
- Maïk Darah : la Prêtresse
- Cerise Calixte : Andra
- Armelle Gallaud : la Sorcière

## Production

### Genèse et développement
En décembre 2019, Netflix annonce deux projets de l'univers des Maîtres de l'univers. Le premier est une série d'animation adulte, intitulée Masters of the Universe: Revelation, faisant suite à la série d'animation Les Maîtres de l'Univers diffusée dans les années 1980.
Il est aussi confirmé qu'une série plus familiale est également en développement avec Mattel Television et DreamWorks Animation Television,.
Kevin Smith annonce Masters of the Universe: Revelation lors du Power-Con 2019. En plus d'officier comme show runner et producteur délégué, Kevin Smith est annoncé comme scénariste de la série, épaulé par Eric Carrasco, Tim Sheridan, Diya Mishra et Marc Bernardin.
Peu après l'annonce de la série, il est révélé que le studio Powerhouse Animation Studios (en) se chargera de l'animation.

### Attribution des rôles
En février 2020, la distribution vocale est annoncée.

## Épisodes

### Première saison:Révélation(2021)
Composée de dix épisodes, la première partie de la saison a été mise en ligne le 23 juillet 2021 et la seconde le 25 novembre 2021
Partie 1
1. Le Pouvoir du Crâne ancestral (The Power of Grayskull)
2. Le Calice empoisonné (The Poisoned Chalice)
3. L'Homme le plus dangereux d'Eternia (The Most Dangerous Man in Eternia)
4. La Chute d'un moineau (Land of the Dead)
5. Nostalgie en technicolor (The Forge at the Forest of Forever)

Partie 2
1. Coupés en deux (Cleaved in Twain)
2. Sang et Raison (Reason and Blood)
3. Le Rat d'égout (The Gutter Rat)
4. L'Espoir, une destination (Hope, for a Destination)
5. L'Épée et la Sorcière (Comes with Everything You See Here)

### Deuxième saison:Révolution(2024)
Composée de cinq épisodes, elle a été mise en ligne le 25 janvier 2024.
1. La mort n'épargne personne (Even for Kings)
2. Un trône vacant (Ascension)
3. Les incroyables surprises d'Eternia (More Things in Heaven and Eternia)
4. Les chiens de guerre (The Dogs of War)
5. Le sceptre ou l'épée (The Scepter and the Sword)

## Réception
Sur Rotten Tomatoes l’accueil fut divisé lors de la sortie, avec 94% de critiques positives (40 critiques) de la part du Tomatometer et 29% de critiques positives de la part de l’audience (1700 critiques) (au 24 juillet 2021).
La division étant principalement causée par une part du public qui se sentit trahi par Kevin Smith. Précédemment, une partie des fans s’était inquiétée de la part qu’aurait He-Man dans le récit, à la suite d’autres incidents où ils estimaient que des personnages principaux masculins furent évincés et ridiculisés dans leurs aventures par des personnages secondaires féminins. Kevin Smith promit sur Twitter que la série se focaliserait sur He-Man et les trailers parus renforcèrent ce sentiment.
La mort de He-Man dans le premier épisode et la relégation des personnages masculins au profit d’une histoire centrée sur Teela a causé une explosion de rancœur sur les réseaux sociaux qui estiment que Kevin Smith leur a tout simplement menti pour attirer le public.
À la suite de la controverse, Kevin Smith a répondu en insultant la part des fans qui se sentit trahie, leur conseillant de grandir. Il fut aussi sous-entendu que He-Man aurait une plus grande part dans la seconde saison de la série.